# Vasili Ignatenko
Vasili Ivanovitsj Ignatenko (Wit-Russisch: Васіль Іванавіч Ігнаценка; Oekraïens: Василь Іванович Ігнатенко; Russisch: Василий Иванович Игнатенко) (Spjaryzja, 13 maart 1961 — Moskou, 13 mei 1986) was een Wit-Russisch-Oekraïens brandweerman en liquidator. Hij was een van de eerste aanwezigen bij de brand in Reactor 4 ten tijde van de Kernramp van Tsjernobyl, waarbij hij een dodelijke dosis straling ontving en als gevolg van de hierdoor veroorzaakte stralingsziekte kwam te overlijden op 13 mei 1986. Op 24 december 1986 is Ignatenko postuum de Orde van de Rode Banier toegekend door de opperste raad van de Sovjet-Unie.

## Biografie

### Vroege leven
Ignatenko werd geboren op 13 maart 1961 in het dorp Spjaryzja (Wit-Russisch: Спярыжжа), gelegen in het Brahinrayon, in de zuidoostelijke oblast Homel te Wit-Rusland, in de toenmalige Sovjet-Unie. Hij was de zoon van Ivan Tarasavitsj en Tatsjana Pjatroyna Ignatsenka. Hij volgde de opleiding tot elektrotechnisch ingenieur in Homel, de hoofdstad van de gelijknamige oblast. Hierna is hij enige tijd werkzaam geweest in Babroejsk, in de oblast Mogiljov, totdat hij werd opgeroepen tot het vervullen van zijn dienstplicht in Moskou, Rusland. Aldaar werd hij te werk gesteld als brandweerman. Na zijn diensttijd in Moskou kon hij werk vinden als wachtmeester bij het brandweerkorps te Pripjat, in het hedendaagse Oekraïne.

### Kernramp van Tsjernobyl
In de vroege ochtend van 26 april 1986 werd Ignatenko opgeroepen om een brand te blussen bij Kernreactor 4 te Tsjernobyl. Ten tijde van het bluswerk waren noch Ignatenko's collega's, noch hijzelf, zich ervan bewust dat zij op dat moment werden blootgesteld aan dodelijk hoge doses ioniserende straling ten gevolge van het radioactieve materiaal dat door de ontploffing van de kernreactor in de wijde omtrek was neergekomen. Al snel werd duidelijk dat alle brandweerlieden die in de buurt waren van de reactor er slecht aan toe waren.

### Moskou en overlijden
Ignatenko en zijn collega's werden per helikopter naar Moskou gevlogen en daar opgenomen in Ziekenhuis nummer 6 voor biofysica. Hij werd achterna gereisd door zijn vrouw Ljoedmila Ignatenko die niet van zijn zijde week gedurende zijn verblijf en hem eveneens palliatieve zorg verleende. Pogingen om hem te redden middels een beenmergtransplantatie met stamcellen van zijn oudere zuster zijn mislukt. Ignatenko weigerde het beenmerg van zijn jongere zuster omdat de ingreep om beenmerg te winnen te ingrijpend en gevaarlijk zou zijn. Op 13 mei 1986 is Ignatenko overleden aan de gevolgen van stralingsziekte. Hij werd begraven in een houten doodskist, welke in een zinken kist werd geplaatst, die werd dichtgelast. Het graf is bedekt met cementen tegels. Ignatenko werd begraven met zijn 27 collega's op de Minitskoje begraafplaats in Moskou. Vasili Ivanovitsj Ignatenko werd 25 jaar oud.

## Onderscheidingen
Ignatenko is een drietal onderscheidingen postuum toegekend voor zijn verdiensten.
| Datum            | Onderscheiding                  | Uitreiker                        |
| ---------------- | ------------------------------- | -------------------------------- |
| 24 december 1986 | Orde van de Rode Banier         | Opperste raad van de Sovjet-Unie |
| 8 mei 1996       | Orde voor Dapperheid            | President van Oekraïne           |
| 21 april 2006    | Held van Oekraïne - Gouden ster | President van Oekraïne           |

## Tsjernobylgebed
Ignatenko's verhaal is opgetekend door de Wit-Russische onderzoeksjournaliste en nobelprijswinnares Svetlana Aleksijevitsj in haar boek: Чернобыльская молитва / Tsjernobylskaja molitva letterlijk vertaald als: Tsjernobylgebed. Het boek is internationaal bekend onder de Engelstalige titel: Voices from Chernobyl. Het boek is ook vertaald in het Nederlands en uitgebracht in 2006 onder de titel: Wij houden van Tsjernobyl.

## HBO's mini-serieChernobyl
Het boek Tsjernobylgebed van Aleksijevitsj heeft onder andere als inspiratie gediend voor het maken van de mini-serie Chernobyl van HBO en Sky Atlantic, die in de lente van 2019 is uitgezonden. In deze serie wordt de rol van Vasili Ignatenko vertolkt door Brits acteur Adam Nagaitis. De rol van Ignatenko's vrouw, Ljoedmila, wordt vertolkt door Iers actrice en zangeres Jessie Buckley.